# ليون هال
ليون هال (بالإنجليزية: Leon Hall)‏ هو لاعب كرة قدم أمريكية أمريكي، ولد في 9 ديسمبر 1984 في فيستا في الولايات المتحدة.

## وصلات خارجية
- ليون هال على موقع مرجع كرة القدم المحترفة.كوم (الإنجليزية)